# Leccinum albellum
Léccinum albéllum (лат.) — вид трубчатых грибов, традиционно относящийся к роду обабок (Leccinum) семейства болетовые (Boletaceae). В 2003 году на основании молекулярных данных этот род был разделён на несколько более мелких родов, а данный вид был помещён в род Leccinellum.

## Описание
Шляпконожечный мясистый трубчатый гриб. Шляпка 2,5—6,5 см в диаметре, у молодых грибов выпуклая, затем раскрывается до широковыпуклой и почти плоской, поверхность сухая, гладкая или ямчатая, с возрастом, особенно в сухую погоду, нередко растрескивающаяся. Окраска различная — от беловатой до серовато-бежевой или буровато-серой, иногда с розоватым или желтоватым оттенком.
Трубчатый слой белый, затем постепенно становится желтовато-серым или коричневатым, при прикосновении цвет не меняет. Поры угловатые, мелкие.
Ножка 5—10 см длиной, тонкая, цилиндрическая или утолщающаяся к основанию, выполненная, беловатая или окрашенная под цвет шляпки. На ножке заметны беловатые до коричневых чешуйки, часто расположенные продольными линиями.
Мякоть белая, на воздухе цвет не меняет, без особого вкуса и запаха.
Споровый отпечаток оливково-коричневого цвета. Споры веретеновидные до цилиндрических, 14—22×4—6 мкм.
Съедобный гриб, особой ценностью не обладающий.

## Экология
Образует микоризу с широколиственными породами, наиболее часто — с дубом. Широко распространён в Северной Америке.

## Синонимы
- Boletus albellus Peck, 1888
- Ceriomyces albellus (Peck) Murrill, 1909
- Krombholziella albella (Peck) Šutara, 1982
- Leccinellum albellum (Peck) Bresinsky & Manfr.Binder, 2003